# Li Ching (actrice)
Pour les articles homonymes, voir Li Ching et Li.
Ne doit pas être confondu avec Ching Li.
 (novembre 2021).
Si vous disposez d'ouvrages ou d'articles de référence ou si vous connaissez des sites web de qualité traitant du thème abordé ici, merci de compléter l'article en donnant les références utiles à sa vérifiabilité et en les liant à la section « Notes et références ».
Li Ching, née le 8 novembre 1948 à Shanghai et morte le 22 février 2018 à Hong Kong, de son vrai nom Li Guo-ying, est une actrice hongkongaise ayant fait carrière au sein des studios Shaw Brothers, dans une soixantaine de films.

## Biographie
Li Ching passe son enfance à Hong Kong et entre à 15 ans à l'école de comédie de la Shaw Brothers, destinée à former les futurs acteurs.
En 1965, à 17 ans, elle obtient le prix de la meilleure actrice à l'Asia-Pacific Film Festival pour son rôle dans The Mermaid, ce qui lui vaut d'être surnommée la Baby Queen de la Shaw.
Elle tourne surtout au début de sa carrière des films d'opéra chinois et des comédies ou des drames (Susanna) ; elle participe aussi, surtout à partir des années 1970, à des films d'arts martiaux, soit en tant que personnage féminin non-combattant (La Rage du tigre), soit dans des rôles d'héroïne martiale (Vengeance of a Snow Girl). Au milieu des années 1970, elle tourne aussi quelques comédies érotiques.
Elle est retrouvée morte le 22 février 2018 dans son appartement de Quarry Bay (en) à Hong Kong, son corps gisant là depuis des jours. Elle était âgée de 69 ans. 

## Filmographie partielle
- 1964 : The Story of Sue San
- 1965 : The Mermaid
- 1966 : Sweet and Wild
- 1966 : The Knight of Knights
- 1967 : Susanna
- 1967 : Rape of the Sword
- 1968 : Hong Kong Rhapsody
- 1969 : Dead End
- 1969 : Le Sabreur solitaire
- 1971 : King Eagle
- 1971 : La Rage du tigre
- 1971 : Vengeance of a Snow Girl
- 1972 : Les 14 Amazones
- 1972 : Les Maîtres de l'épée
- 1973 : L'Emprise du sexe
- 1973 : Nuits chaudes à Copenhague
- 1977 : Le Complot des Clans